# Layla Fawzi
Layla Mohamad Fawzid (en arabe : ليلى فوزي), née le 3 février 1923 et décédée le 12 janvier 2005 au Caire, en Égypte, est une actrice du cinéma égyptien. 

## Éléments biographiques
Née en 1923, elle commence sa carrière au cinéma, à l'âge de 17 ans, dans un rôle de figurante, dans Usine aux épouses de Niazi Moustapha, sorti en 1941, puis dans Défense d'aimer de Mohammed Karim. Mais c'est le réalisateur Togo Mizrahi qui lui confie dès 1942 un rôle principal dans Ali Baba et les quarante voleurs, puis dans Vive les femmes l'année suivante, et dans Nour Eddine et les trois marins en 1944. Ceci lui permet de devenir une des stars de l'époque dans le cinéma égyptien. Un de ses grands succès est dans le film d'Henry Barakat de 1948, Nuit paisible (Sagua el lail), un mélodrame romantique.
Elle se marie successivement avec Aziz Osman, Anwar Wagdi et Jalal Moa'awad. Elle meurt en 2005 au Caire.

## Filmographie
La filmographie de Layla Fawzid, comprend, les films suivants  :
- 2004 : Friska (série télévisée)
- 1985 : Ali Al-Zibaq (série télévisée)
- 1981 : Memories of the Valley
- 1979 : El Motwahesha
- 1979 : Alexandrie pourquoi?
- 1978 : Darbet shams
- 1967 : Al moukhareboun
- 1967 : El dakhil
- 1966 : Fares Bani Hemdan
- 1965 : Story of a Whole Life
- 1964 : A Thousand and One Nights
- 1964 : Son of Cleopatra
- 1964 : The Newspaper Seller
- 1963 : El Naser Salah el Dine
- 1963 : Man in the Shadows
- 1960 : Pour mon amour
- 1959 : Pour une femme
- 1957 : Port Said
- 1954 : A Woman Is Everything
- 1954 : He Stole My Wife
- 1954 : The Local Boy
- 1953 : A Child for Rent
- 1953 : Is It My Fault?
- 1953 : Whose Daughter Am I?
- 1950 : My Darling Susu
- 1950 : Slave of Her Eyes
- 1950 : The Girl from Paris
- 1950 : The Lady of the Castle
- 1949 : Afrah
- 1949 : Halawa
- 1948 : Quiet Nights
- 1947 : Les femmes sont des démons
- 1947 : The Mind on Vacation
- 1946 : Gemal and Dalal
- 1946 : The Beauty Queens
- 1946 : The White Piastre
- 1945 : L'ambassadeur de Satan
- 1945 : The Fairest One
- 1945 : The False Bey
- 1944 : Be Silent, Love
- 1944 : Nour Eddine et les trois marins
- 1943 : Vive les femmes
- 1942 : Ali Baba et les quarante voleurs
- 1942 : Fille d'aristocrates
- 1942 : Défense d'aimer
- 1941 : Usine aux épouses